# 카린 발
카린 발(Karin Baal, 1940년 9월 19일 ~ )은 독일의 연극 배우, 영화배우이다.
베를린에서 태어났다.

## 영화
- 세븐 데이 선데이 (2007년)
- 빈센트 (2004년)
- 로자 룩셈부르그 (1986년)
- 벽 위의 남자 (1982년)
- 로라 (1981년)
- 릴리 마를렌 (1981년)
- 베를린 알렉산더 광장 (1980년)
- 왓 해브 유 돈 투 솔란지? (1972년)
- 알프스 대탈주 (1969년) - 브로니아 역
- 걸 로즈마리 (1958년)